# Deitanos
Los deitanos son el gentilicio dado a los pobladores íberos de la zona de Deitania, una región cuya existencia es discutida por la mayoría de los autores, ya que únicamente existe una mención a Deitania en los textos clásicos, atribuida a un error de transcripción en la obra Historia Natural de Plinio (III, 19).

## Sociedad deitana
Algunos historiadores afirman que los deitanos, así como los mastienos, eran tribus que se enmarcaban dentro del pueblo ibero de los bastetanos, puesto que ambas culturas iberas compartían un sinfín de costumbres. Por ello, sabemos que los deitanos vivían en una sociedad gobernada de forma aristocrática. También sabemos que la base de su economía era la agricultura en los poblados de los valles y la ganadería y la minería en las zonas montañosas. Por su situación geográfica y por restos arqueológicos que han llegado hasta nosotros, también sabemos que los deitanos mantuvieron contacto con los pueblos colonizadores del Mediterráneo. Varios son los estudiosos que han centrado su trabajo en la tribu deitana, como Pedro Bosch Gimpera, Luis Pericot García o Juan Cabré. Este último estudió la zona de la Deitania y demostró que el apogeo de la cultura deitana se dio en el siglo V a. C.[cita requerida]

## Historia de los deitanos
Los deitanos se asentaron en la actual región de Murcia en torno al siglo VII a. C. Durante los primeros siglos de su existencia en esta zona fundaron diversos poblados, como los que dieron lugar posteriormente a las ciudades de Totana o Caudete. En el siglo V a. C. se experimentó el auge de la cultura deitana, como podemos ver en los restos arqueológicos que han llegado hasta nosotros y los que pueden ser la Dama de Caudete o la Cierva de Caudete. En el siglo IV a. C. la sociedad deitana entró en decadencia, hasta que finalmente en el siglo III a. C. los deitanos se vieron absorbidos por los contestanos, pueblo con el que también compartían muchas costumbres al ser vecinos. Después, en ese mismo siglo III a. C. toda la región levantina cayó bajo el dominio romano.[cita requerida]